# Castillo de Bran

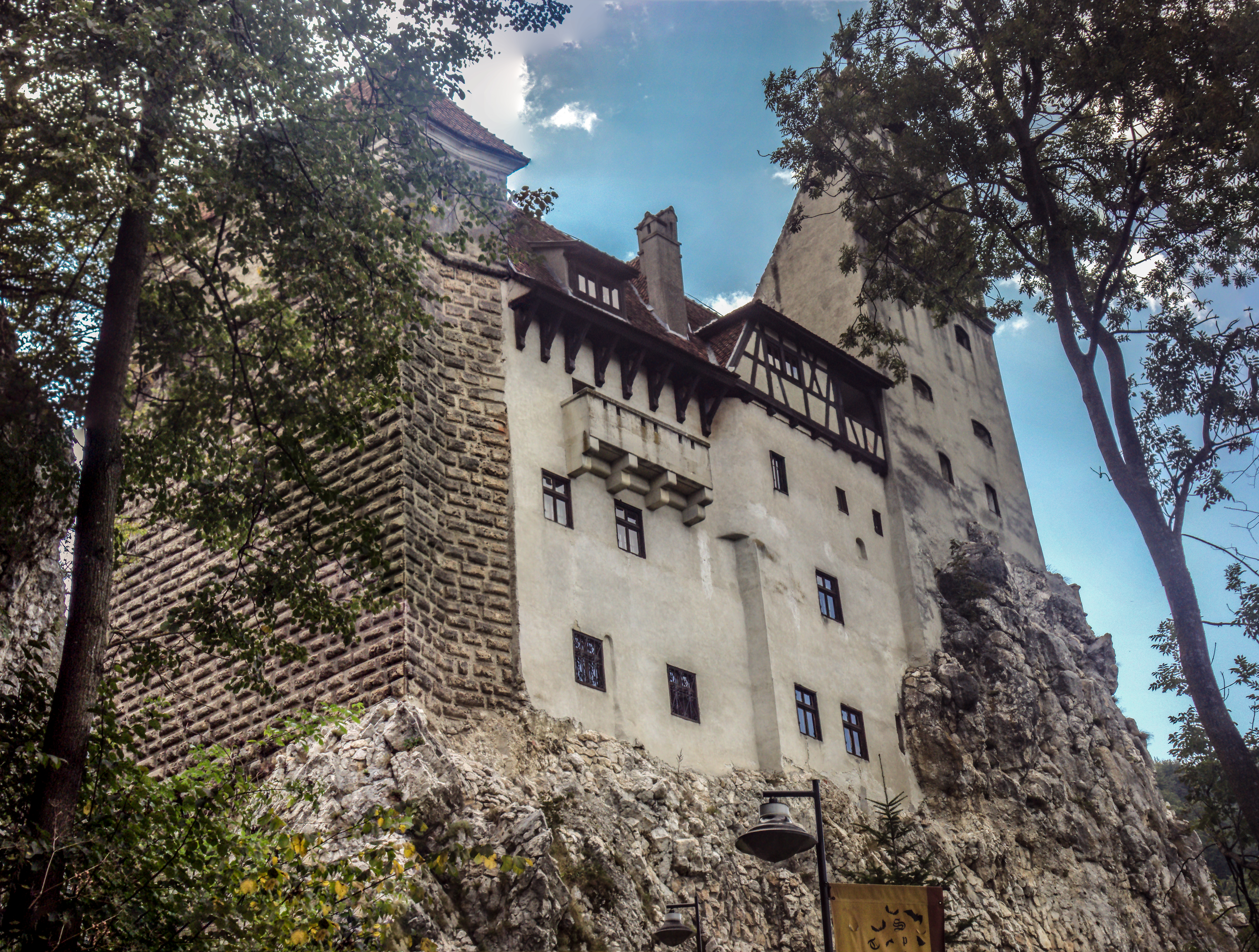
Schildmauer del castillo de Bran.

El castillo de Bran (en rumano: Castelul Bran; en alemán: Schloss Bran o Die Törzburg; en húngaro: Törcsvári kastély) es una fortaleza medieval localizada en la actual Rumania, en la localidad homónima, a 25 kilómetros al suroeste de Braşov. Se halla en el lado transilvano de la frontera histórica entre Transilvania y Valaquia, al borde de la carretera nacional 73 (Dromul Național 73).
Fue construido por los sajones en 1377, a quienes Luis I de Hungría les había concedido tal privilegio. A pesar de su aspecto macizo y fortificado, el castillo de Bran conoció pocos episodios sangrientos y su importancia militar fue escasa. Sólo fue habitado de forma permanente durante las décadas de 1920 y 1930, cuando sirvió de residencia veraniega a la reina María de Rumanía.
La creencia popular sostiene que era la antigua residencia de Vlad Țepeș (el voivoda de Valaquia Vlad III Drăculea), el personaje histórico en el que se inspiró Bram Stoker para escribir su novela Drácula. Sin embargo, no hay ninguna evidencia de que Stoker supiera nada sobre este castillo, el cual, además, sólo tiene asociaciones tangenciales con Vlad Tepes. La descripción que hace Stoker del castillo ficticio de Drácula en ruinas tampoco guarda ningún parecido con el castillo de Bran. La fortaleza que probablemente inspiró a Stoker sería la de Poenari, hoy parcialmente en ruinas.
En la actualidad, el castillo de Bran es un monumento nacional y un punto de referencia en el turismo hacia Transilvania, debido a su antigüedad, su valor arquitectónico y, sobre todo, por su pretendido vínculo con el personaje ficticio del conde Drácula. Además, alberga un museo dedicado a exponer arte y muebles recopilados por la reina María de Rumanía. Los turistas pueden ver el interior por su cuenta o con una visita guiada. Al pie de la colina hay un pequeño museo al aire libre, que muestra estructuras campesinas tradicionales rumanas (cabañas, graneros, maquinaria impulsada por agua, etc.) de la región de Bran.

## Descripción e historia

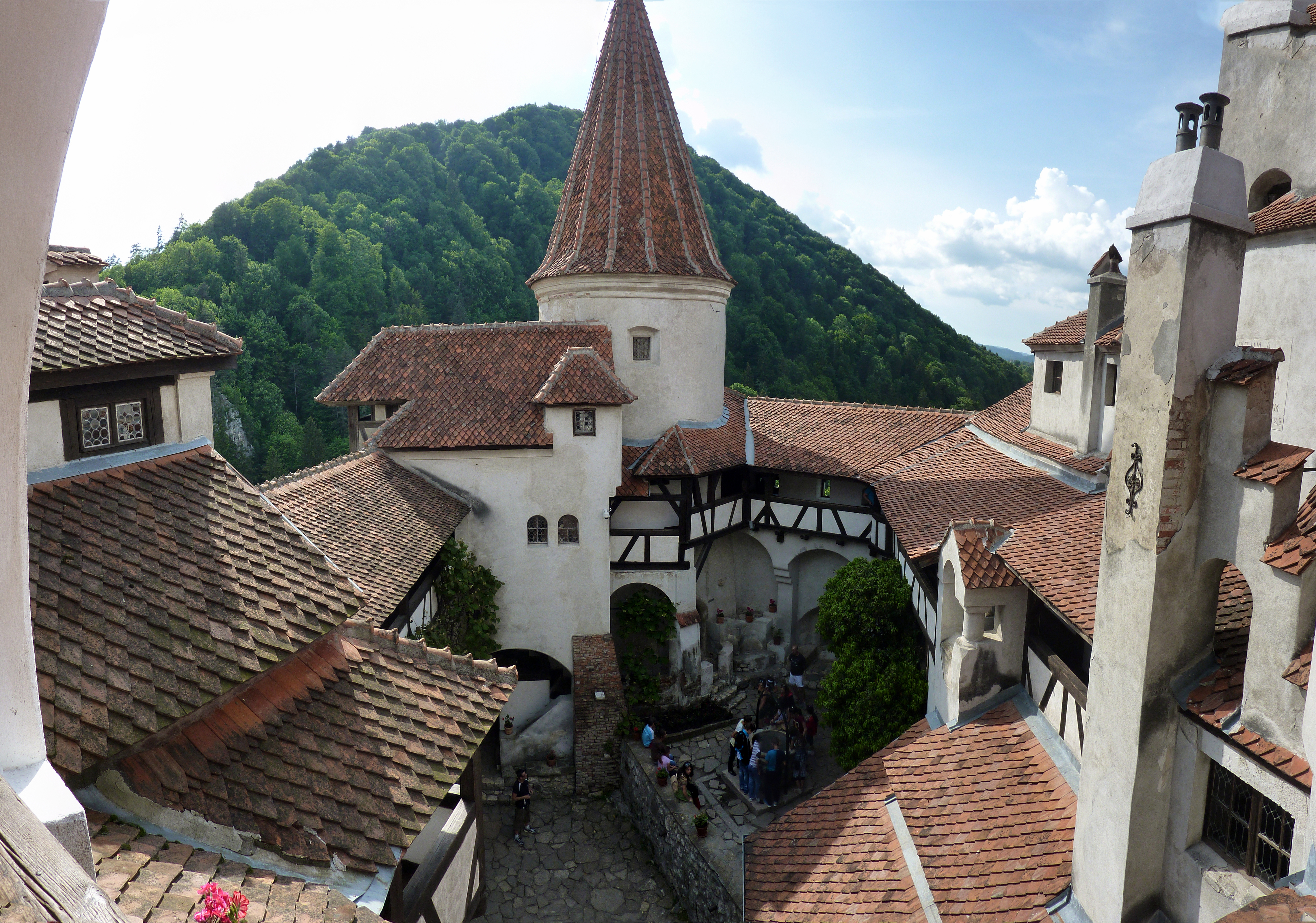
Patio del castillo.

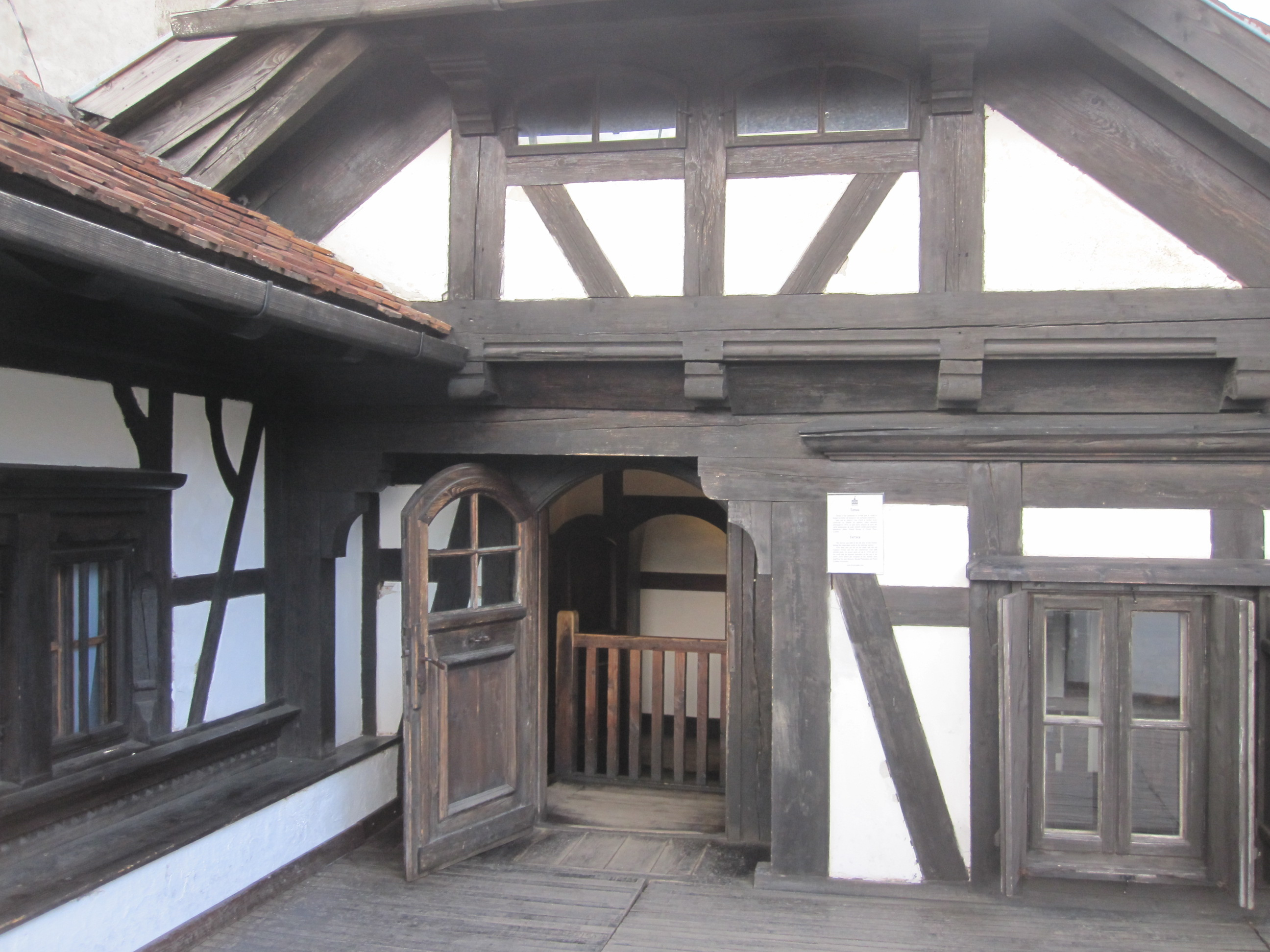
Una de las terrazas interiores.

En ese emplazamiento fue construida una fortaleza por caballeros de la Orden Teutónica alrededor de 1212, cuando fueron recibidos en el Reino de Hungría, después de haber sido derrotados por los sarracenos en Tierra Santa, con lo que regresaron a Europa. La fortaleza está emplazada en la principal ruta que atravesaba la frontera entre Transilvania y Valaquia y su arquitectura es única. Si bien esa pequeña fortificación fue arrasada con el paso del tiempo y recibió las arremetidas de las hordas tártaras en 1241, la estructura actual fue erguida por órdenes del rey Luis I de Hungría en 1377, para cumplir una función comercial y defensiva contra el voivoda de Valaquia.
Este castillo es famoso por la creencia de que había sido la morada de Vlad Drǎculea (Vlad III el Empalador) en el siglo XV. Sin embargo, no hay evidencias de que Vlad viviera allí en persona y, según la mayoría de las versiones, el Empalador pasó solo dos días en el castillo, encerrado en un calabozo, en su camino a la prisión de Budapest, cuando la región estaba ocupada por el Imperio otomano.
Después de terminada la Primera Guerra Mundial, en 1920, se firmó el Tratado de Trianon, por el cual la región de Transilvania fue cedida al Reino de Rumania y, con esto, el castillo de Bran pasó a pertenecer a la administración rumana.

### Residencia real
Poco después de que la ciudad de Braşov pasara a formar parte del Reino de Rumania, la administración municipal decidió darle el castillo a su nueva reina, María. Su nueva propietaria, muy aficionada a la decoración y a la historia de Rumania, pronto se embarcó en una campaña de restauraciones y transformaciones para convertir el castillo de Bran en su nueva residencia de verano.
En la década de 1920, el arquitecto de cabecera de la familia real, el checo Karel Zdeněk Liman realizó profundas reformas en el edificio, que sin embargo no perdió ni un ápice de su aspecto de fortaleza medieval. Se crearon nuevas escaleras para facilitar la comunicación, se instaló electricidad y agua corriente (fría y caliente), tres centralitas telefónicas, incluso se añadió un ascensor para facilitar el acceso al jardín. Los interiores del castillo, que nunca habían sido especialmente tétricos, se llenaron de muebles y objetos históricos, buscando crear un ambiente cómodo y rústico; algunas estancias se redecoraron en estilo "alemán", "tirolés" o "dórico" (renacimiento italiano).
También el parque circundante fue remozado y se erigieron el Pabellón de Té y la Casita de la Princesa Ileana, además de casas para invitados, alojamientos para el servicio, establos y garajes.

### Incautado y devuelto
El castillo, que fue posesión de la princesa Elena de Rumanía, la cual lo heredó de su madre, la Reina María. Durante muchos años fue cuidado irregularmente, pero tras la restauración de la década de 1980 y la Revolución rumana de 1989, pasó a ser un destino turístico.
El heredero legal del castillo era el hijo de la Princesa Elena, el Archiduque Dominico de Austria-Toscana, y en 2006 el gobierno rumano se lo devolvió. El archiduque Dominico es un ingeniero austriaco que vive en las inmediaciones de Nueva York. En 2007, Dominico de Habsburgo puso en venta el castillo por el precio de 50 millones de euros y la oferta fue aceptada por Román Abramóvich, un multimillonario ruso del petróleo, pero finalmente el trato no llegó a cerrarse y la propiedad sigue en manos de los Habsburgo.
En una publicación de la revista Forbes de Estados Unidos, el castillo fue valorado en 140 millones de dólares, cantidad justificada por los expertos debido a los ingresos que podría proporcionar este edificio histórico como destino turístico, pero los propietarios actuales y las autoridades insisten en rechazar el mito de Drácula, y prohíben explotar el castillo como parque temático sobre este personaje, lo que para algunos le resta mucho de su atractivo. Según las últimas noticias, la familia Von Habsburg ha decidido formar una sociedad a medias con las autoridades para mantener el castillo abierto a los turistas.
El castillo está abierto para los turistas, quienes pueden ver el interior solos o una parte de él con tour guiado. En el exterior del castillo hay ejemplos de tradicionales casas rumanas.

## Inspiración para la novela de Bram Stoker

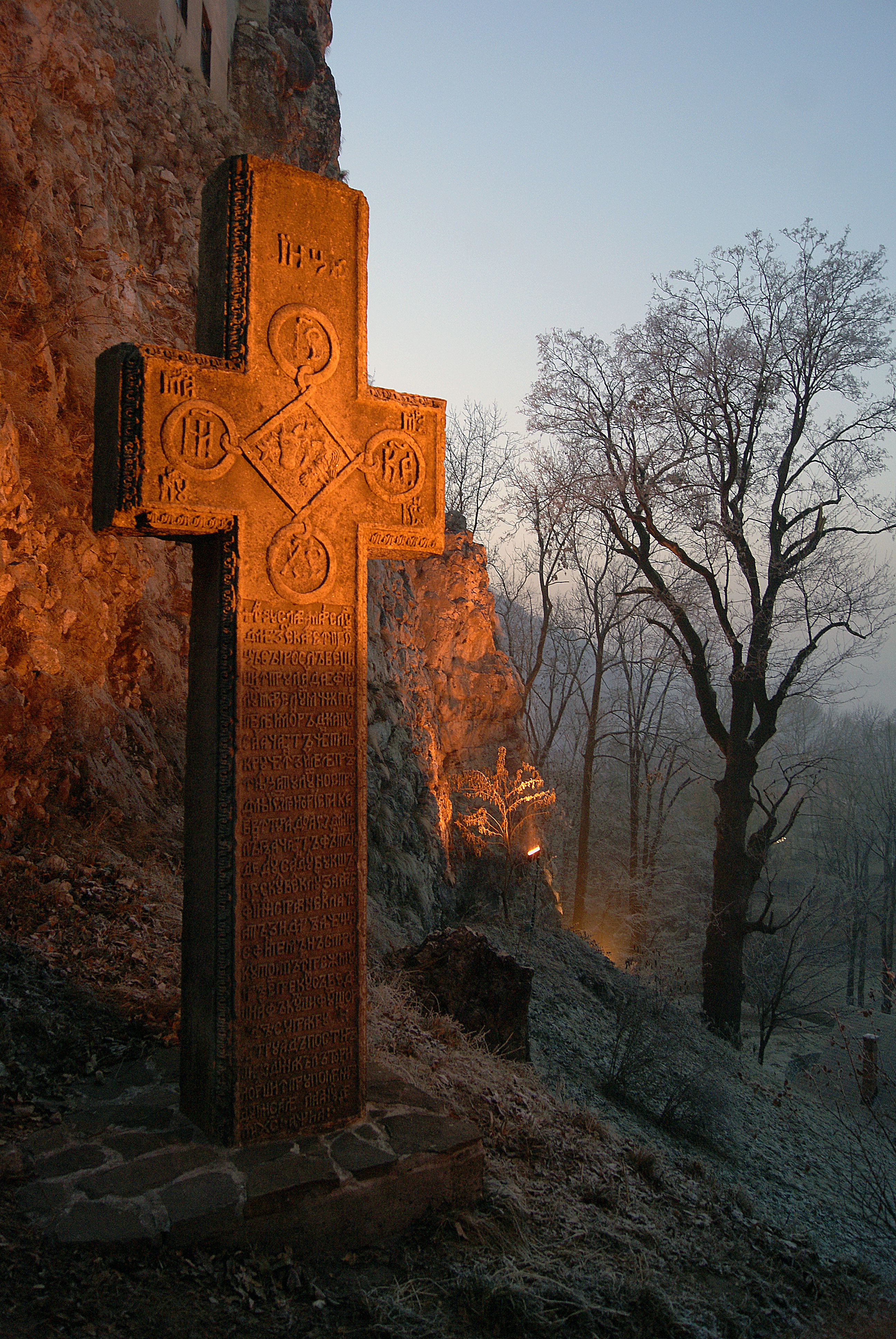
Cruz en el castillo.

Presuntamente, Bram Stoker moldeó partes del personaje ficticio del conde Drácula basándose en aspectos del personaje histórico de Vlad Drăculea, aunque las descripciones de la novela no especifican el emplazamiento real del castillo. Puede ser que se haya inspirado en el de New Slains, en Escocia, cuando fue invitado por el conde de Erroll, o bien en las descripciones de El castillo de los Cárpatos de Julio Verne o en Los misterios de Udolfo de Ann Radcliffe, aunque existe la posibilidad de que haya leído el libro On the Track of the Crescent: Erratic Notes from the Piraeus to Pesth (1885) del Mayor E.C. Johnson o visto la litografía de Charles Boner donde aparece Bran, aunque descrito con su nombre alemán: Toerzburg, que también es descrito en Round About the Carpathians de Crosse o en Magyarland de Mazuchelli.
La imagen del castillo de Bran ha sido utilizada en múltiples adaptaciones fílmicas de Drácula, y la economía local ha hecho uso de esta conexión para impulsar el turismo, por lo que se pueden conseguir tarjetas postales y camisetas donde el castillo se sigue relacionando con el nombre del vampiro.